# Sarón (Santa María de Cayón)
Sarón es la localidad con mayor número de habitantes del municipio de Santa María de Cayón (Cantabria, España). En 2023 contaba con una población de 3296 habitantes (INE), lo que lo convierte en el barrio con más habitantes del municipio. Sarón se encuentra a 90 m s. n. m..
El núcleo de población original no surge hasta épocas muy recientes. En 1876, Juan Antonio de Saro y Galván, vecino de La Abadilla, construyó en terrenos pertenecientes a su propiedad, una venta, la cual sería el primer edificio del lugar. El nombre de Sarón deriva de las características de este personaje, el cual era un hombre muy fornido, grande y con barba y por ello los habitantes de La Abadilla le dieron el nombre de «Sarón» al lugar.
En Sarón hay dos equipos de fútbol C.D.U Cayón y el E.D.M. Cayón. Aquí nacieron los futbolistas Fermín Martínez Cobo (1939) y el compositor José Manuel Fernández García (1956).

## Historia
En el año 1849 eran vecinos de La Abadilla el matrimonio formado por Antonio de Saro y Margarita Antonio Galván, "propietarios" y con tres hijos llamados José, Margarita Antonia y Juan Antonio.
Esta familia era dueña de diferentes fincas en dicho pueblo y en la localidad de Sarón, donde casi todo el terreno del actual centro del pueblo (Av. Torrelavega esquina calle Justina Berdia) y sus contornos eran de su propiedad.
Estas tierras estaban cruzadas de Norte a Sur por la carretera general de Guarnizo a Villacarriedo. Al poco tiempo, se inició la construcción de la carretera nacional Bilbao-La Coruña, atravesando terrenos de su propiedad.
Se comenzó a crearse Sarón, dado que Juan Antonio Saro Galván construyó en el cruce de las carreteras citadas un gran edificio de piedra de sillería destinado a parador o venta, con cuadras y accesorios colindantes, destinadas a ganado y carruajes. El tráfico por ambos caminos iba en aumento y la construcción siguió alrededor del cruce (farmacia antigua -1878- y panadería -hoy perteneciente a los hermanos Acebo-). 
Le faltaba nombre a este lugar ya habitado y, como era natural, lo tomó de su primer constructor, "Sarón", aplicándole este aumentativo al señor Saro, ya que era un hombre muy grande, alto, fuerte y de espesa barba en su rostro. Así se empezó a llamar aquella colonial de La Abadilla, contaba con tres comercios: un parador, una farmacia y una panadería. En La Venta se mataba ganado vacuno y ovino para su consumo, también se vendía carne a los vecinos de La Abadilla. 

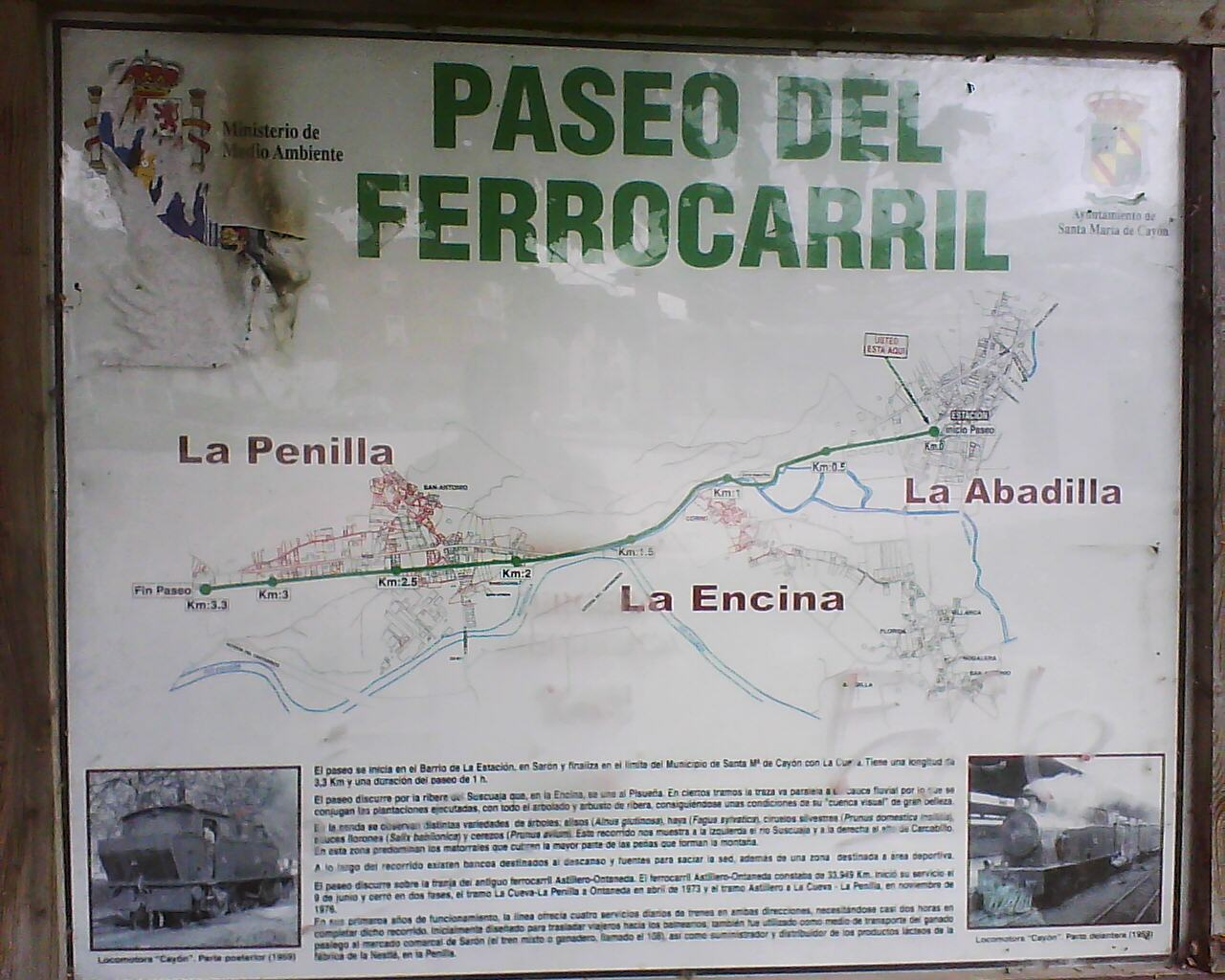
Cartel Indicativo Paseo

Inició la construcción de casas, almacenes y edificios accesorios, a la par comenzó la construcción del ferrocarril de Astillero-Ontaneda (1902), con estación en Sarón. Todo ello - el auge en habitantes, en comercio y en transporte - dio lugar a que las ferias anuales de venta de ganado que se celebraban en La Abadilla (San Marcos, San Agustín y San Antonio) se trasladaran al ferial de Sarón (actual barrio de El Ferial), los días 11 y 22 de cada mes. A estas ferias acudían todos los ganaderos del Valle de Cayón y alrededores para efectuar sus compras y ventas. Así también, se iniciaron los mercados, que comenzaron a efectuarse todos los viernes.

## Infraestructuras

### Biblioteca Jerónimo Arozamena

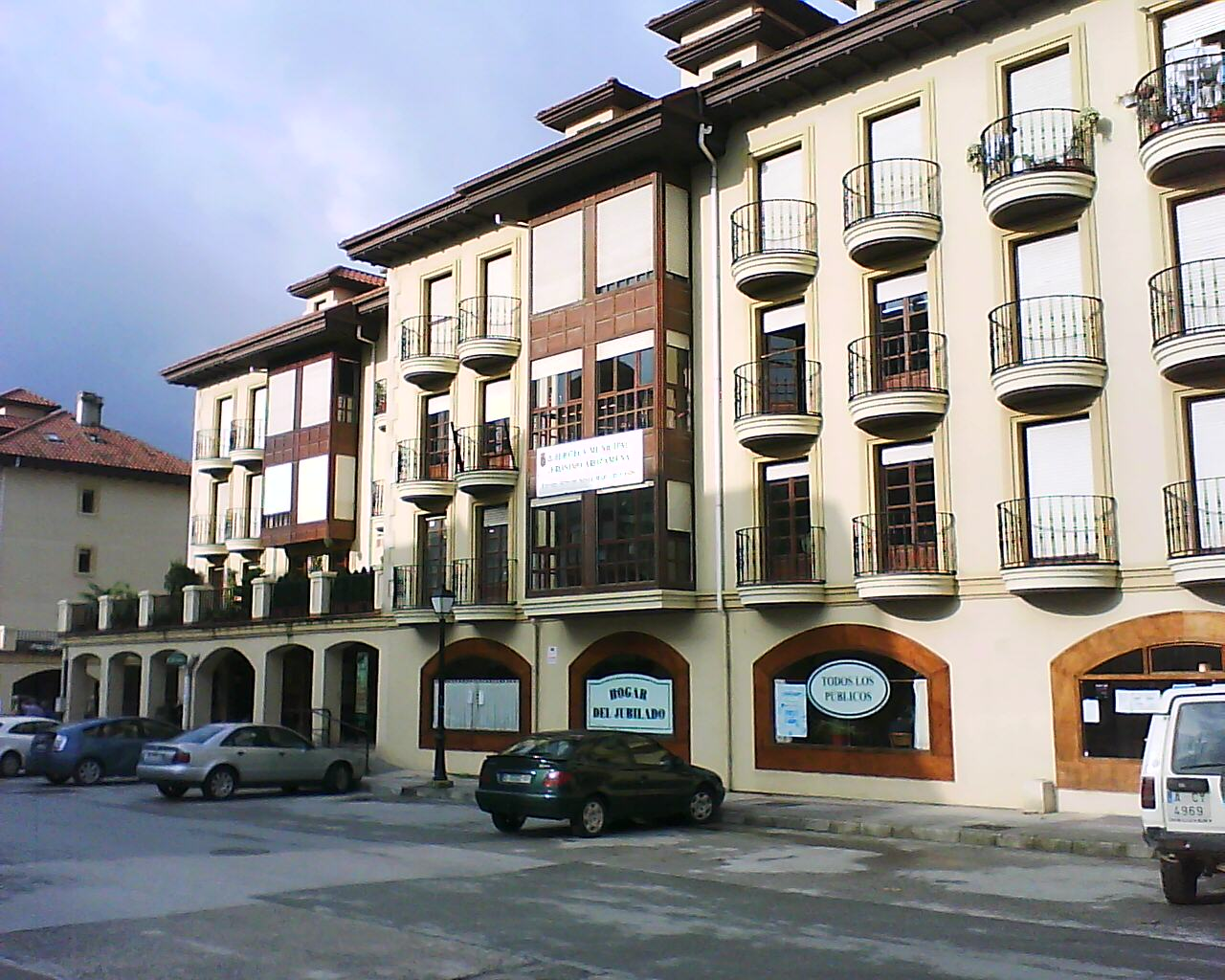

El edificio que alberga la biblioteca Jerónimo Arozamena (cuyo nombre procede del importante jurista y vicepresidente del Tribunal Constitucional nacido en Reinosa), fue inaugurado en el año 2003 y consta de cuatro plantas. En su primera planta se ubica el Juzgado de Paz de Santa María de Cayón, que gestiona el registro civil. La segunda planta la ocupa la biblioteca, y la tercera, una sala de usos múltiples en la que el Ayuntamiento de Santa María de Cayón organiza diferentes actividades (talleres infantiles en época de vacaciones escolares, cursos para adultos, etc.).
Con el paso de los años, la biblioteca ha ido aumentando sus fondos hasta convertirse en un espacio de referencia en el municipio por los múltiples servicios que ofrece. Su integración en el Sistema de Lectura Pública de Cantabria, en el año 2004, posibilita que sus socios puedan sacar en préstamo material de otras bibliotecas con un solo carné al estar ya gran parte de las bibliotecas de Cantabria informatizadas y trabajando en red.

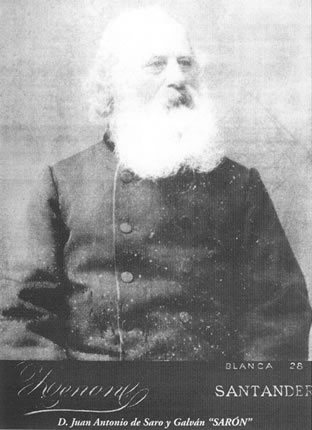
Juan Antonio de Saro y Galván "Sarón".

### Paseo del ferrocarril de Sarón

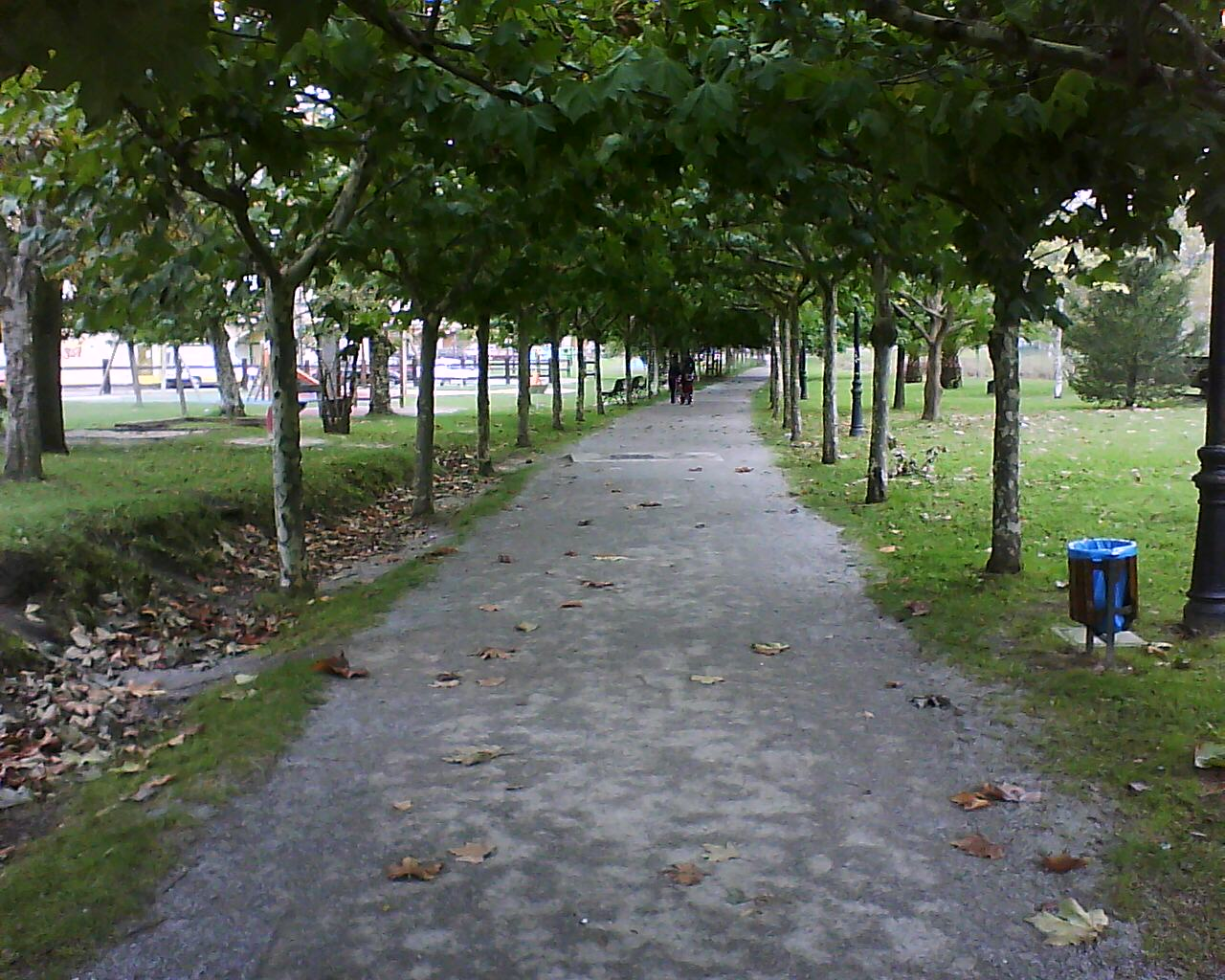
Inicio del paseo en estación Autobuses de Sarón

Utilizando el antiguo recorrido del ferrocarril Guarnizo-Sarón-Ontaneda (cuyo último tren utilizó la vía en el año de 1975), se ha construido el paseo de ferrocarril de Sarón. El paseo nace en Sarón (plaza de la Estación), hacia La Encina. De allí se dirige desde La Penilla hasta La Cueva (Ayto. de Castañeda). Su recorrido es de, aproximadamente, 2 kilómetros.
Bordea el arroyo Suscuaja, la antigua carretera nacional 634, la empresa Nestlé en La Penilla, así como instalaciones de cría de caballos, y granjas particulares.

### Urbanización San Lázaro
La urbanización San Lázaro fue proyectada por el ayuntamiento de Santa María de Cayón en 1995, accediendo el ayuntamiento a la propiedad de varias plazas de garaje, pisos y a sitio para ubicar el actual Juzgado de Paz de Sarón, dependiente del Registro Civil de Solares (Medio Cudeyo). Asimismo, en la urbanización se encuentra la biblioteca Jerónimo Arozamena.
En la parte inferior de la urbanización se encuentran varios comercios de hostelería, prendas de vestir y cultura. La urbanización bordea la ermita de San Lázaro, el polideportivo de Sarón y el paseo del ferrocarril.

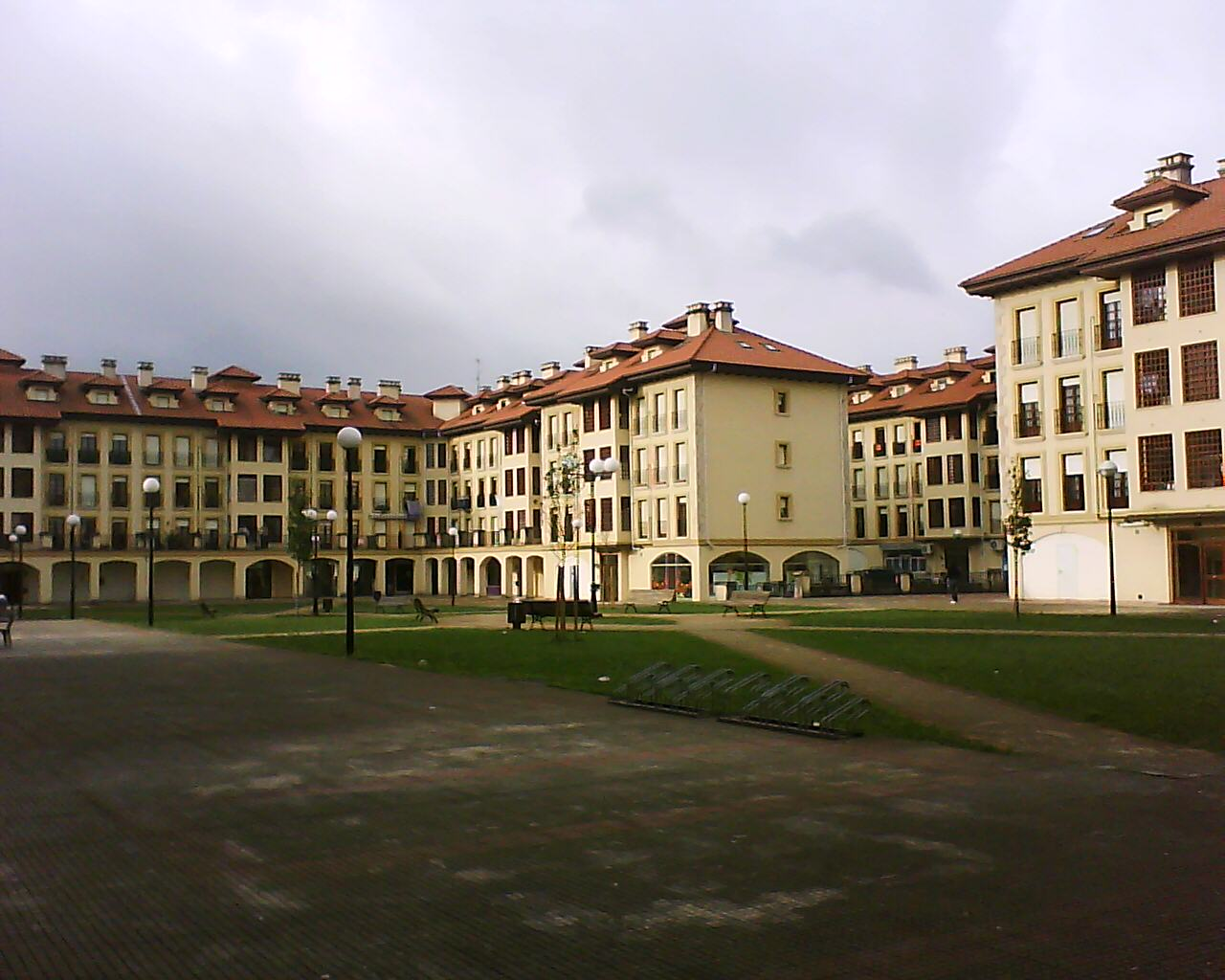
Urbanización San Lázaro (vista noreste-suroeste)

#### Historia de la urbanización
La urbanización se inicia por parte de Luis Bernabé Trueba Hoyos, ante el ayuntamiento de Santa María de Cayón, con un Estudio de Detalle y Proyecto de Compensación de la Unidad de Ejecución EUI, en San Lázaro, La Abadilla y Sarón, con fecha 29 de diciembre de 2000.
La urbanización afectará a tres fincas urbanas y viario. El trámite legal ante el ayuntamiento sufrió, en su momento, diferentes revisiones, debido a que no se permitía un completo aprovechamiento del espacio, así como el paso de un arroyo, y de la Red General de Saneamiento.
El 9 de julio de 2002, Santiago Maza, en representación de "Urbanización San Lázaro, S. L." solicita licencia municipal para el uso de garaje del sótano de un edificio de 33 viviendas.
El 22 de diciembre de 2004, ante la modificación puntual de las Normas Subsidiarias de Planeamiento de Sarón, barrio San Lázaro, y a instancia de "Goarri, S. L.", se procede a la reordenación de espacios, alteración del aprovechamiento y reubicación de las zonas verdes y espacios públicos, reajustando viales y señalando alineaciones, de conformidad con la Ley de Cantabria 2/2001, de 25 de junio, de Ordenación Territorial y Régimen Urbanístico del Suelo de Cantabria.

### Polideportivo municipal Fernando Astobiza
Se trata de la principal infraestructura deportiva de La Encina, y Cayón en su conjunto. Posee espacios para practicar pádel, piscina para natación, dos pistas de fútbol, gimnasio y dos pistas de atletismo.

### Estación de autobuses

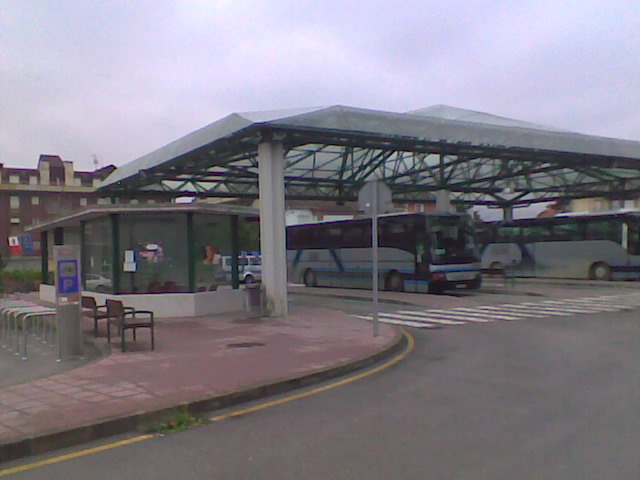
Estación de autobuses de Sarón

La estación de autobuses de Sarón fue un proyecto de la Consejería de Transportes del Gobierno de Cantabria, junto con el ayuntamiento de Santa María de Cayón. Propiedad del Gobierno de Cantabria. Se encuentra en la plaza central del pueblo (antigua estación de trenes).
Se construyó una glorieta, para conectar la avenida Torrelavega (una de las principales del pueblo, antigua N-634), con la urbanización San Lázaro y la antigua carretera de Sarón a Santa María de Cayón (hoy carretera comarcal).
La estación de autobuses posee 4 carriles, techada para protección de la lluvia. Posee 2 pequeños habitáculos, que pueden ser utilizados para diferentes comercios. Su financiación total fue a cargo de la Consejería de Transportes.

## Comunicaciones

### Autobuses Urbanos e Interurbanos
Sarón se encuentra comunicado por la empresa K17 Transportes Terrestres, (Alsa para servicios regionales de Cantabria). Estas líneas de autobuses permiten unir a Sarón, diariamente, y de forma directa, con Santander, Torrelavega,  Solares y Selaya (desde Solares existe una conexión con autobús a Bilbao).
Asimismo, y a través de estas conexiones anteriores se puede acceder a pueblos más pequeños y medianos:
| Línea                       | Itinerario |
| --------------------------- | --- |
| Santander - Sarón - Selaya  | Muriedas/Maliaño, Guarnizo, Solia, Villanueva de Villaescusa, Obregón, Santa María de Cayón (capital), Ruda, Vega de Carriedo, Bárcena de Carriedo, Villacarriedo y Selaya |
| Línea Solares - Torrelavega | La Montaña (Torrelavega), Las Presillas, Vargas, Socobio-Castañeda, La Cueva, La Penilla de Cayón, Penagos, Pamanes, San Vitores, Sobremazas                               |
| Línea Interurbana Cayon     | Sarón - Santa María de Cayón - Lloreda - Esles - Llerana - Saro |

### Carreteras
Autopistas y autovías
 E-70   A-8  Irún - San Sebastián - Bilbao - Gijón - Baamonde
Otras carreteras
 N-634  San Sebastián - Bilbao - Torrelavega - Llanes - Oviedo - Santiago de Compostela